# Rajd Świdnicki 2021

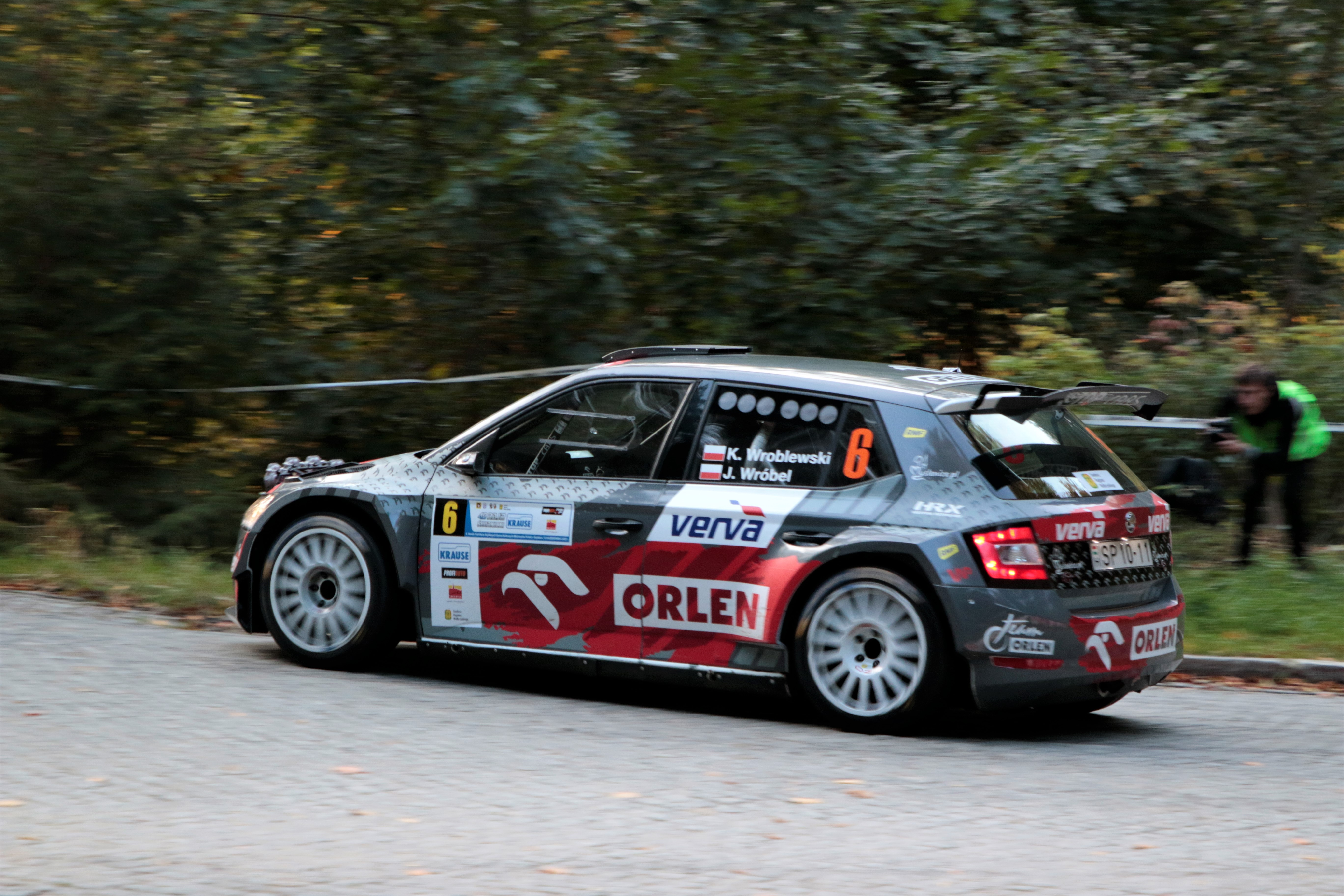
Kacper Wróblewski podczas Rajdu Świdnickiego 2021, była to jego pierwsza wygrana w RSMP

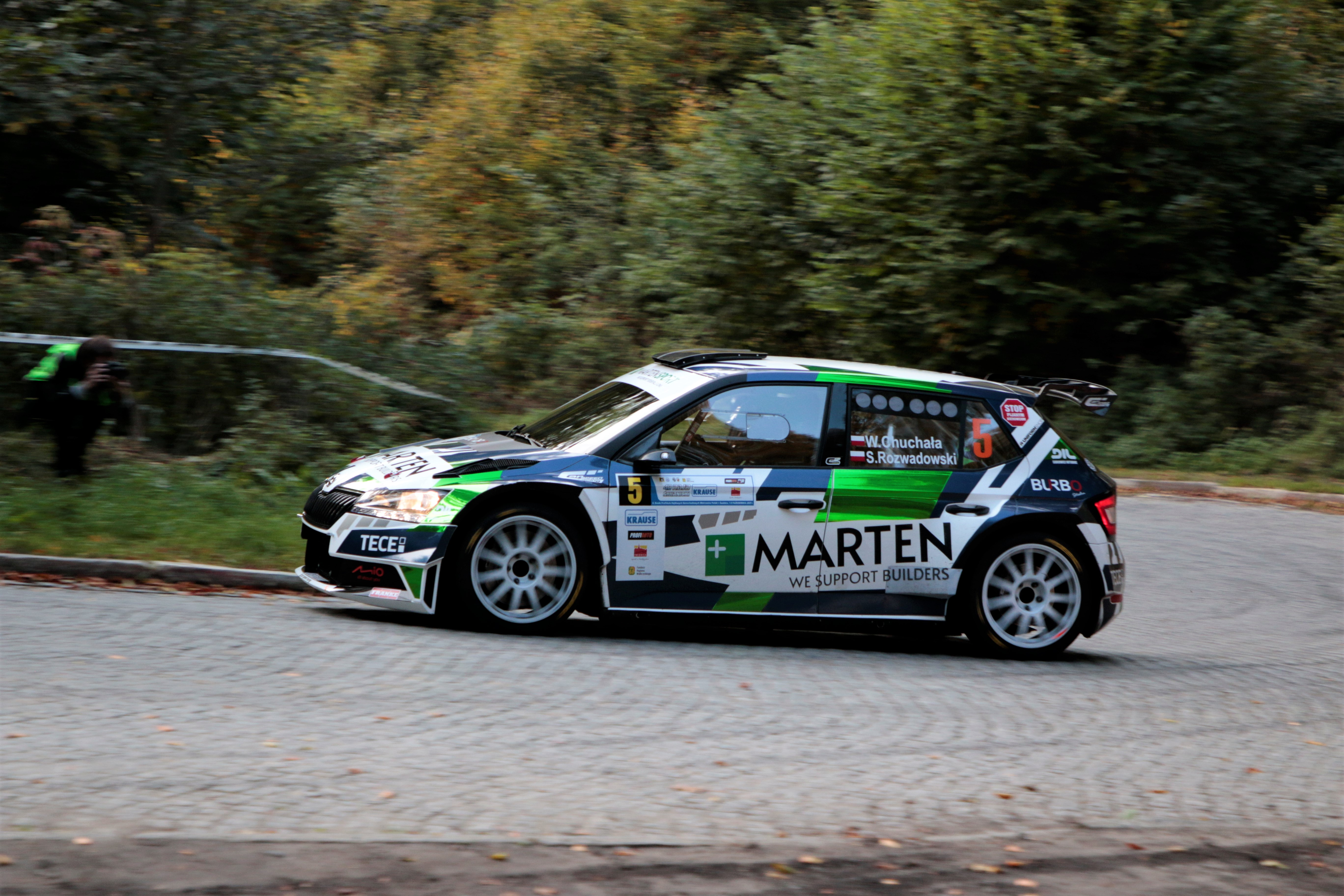
Wojciech Chuchała podczas Rajdu Świdnickiego 2021 zajął drugie miejsce

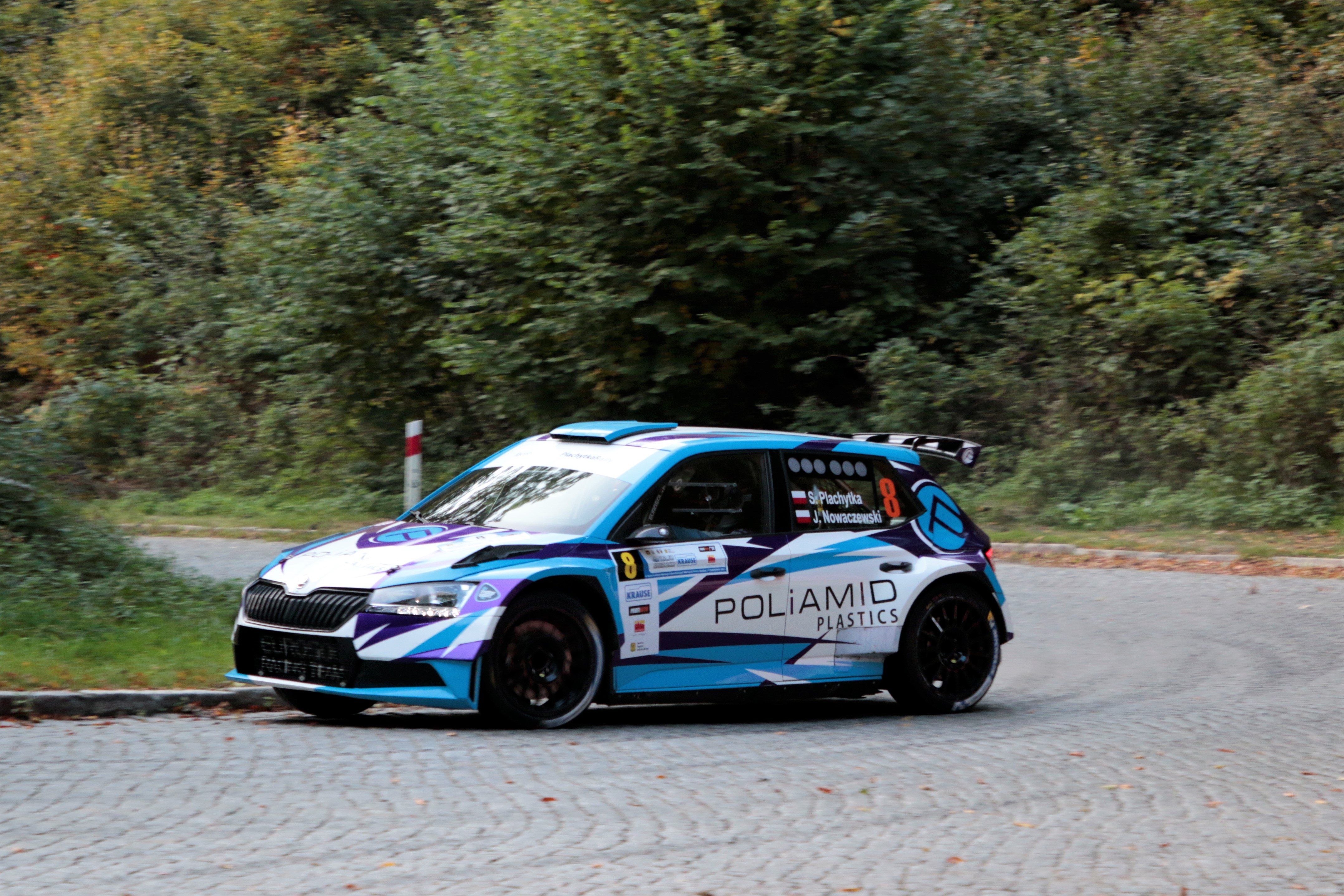
Sylwester Płachytka zajął trzecie miejsce

49. Rajd Świdnicki – 49. edycja Rajdu Świdnickiego. To rajd samochodowy, który został rozegrany w dniach 1–3 października 2021 roku. Bazą rajdu było miasto Świdnica. Była to szósta runda rajdowych samochodowych mistrzostw Polski w roku 2021.
Rajd wygrał Kacper Wróblewski, kierując samochodem Škoda Fabia Rally2 evo, była to jego pierwsza wygrana w klasyfikacji generalnej eliminacji RSMP. Drugie miejsce, ze stratą niecałych ośmiu sekund, zajął Wojciech Chuchała, a na trzecim miejscu przyjechał Sylwester Płachytka. Rajdu nie ukończył jeden z głównych faworytów do wygranej Grzegorz Grzyb, który po kolizji, na pierwszym odcinku specjalnym, wycofał się z rywalizacji. W konsekwencji tego zdarzenia pierwszy odcinek odwołano, zdołał go w całości przejechać tylko jeden zawodnik – Tomasz Kasperczyk, reszcie zawodnikom nadano ten sam czas.

## Lista zgłoszeń[3]
Poniższa lista spośród 57 zgłoszonych zawodników obejmuje tylko zawodników startujących w najwyższej klasie 2, samochodami grupy R5.
| Nr. | Kierowca            | Pilot                 | Samochód               | Klasa |
| --- | ------------------- | --------------------- | ---------------------- | ----- |
| 1   | Tomasz Kasperczyk   | Damian Syty           | Volkswagen Polo GTI R5 | 2     |
| 2   | Grzegorz Grzyb      | Michał Poradzisz      | Škoda Fabia Rally2 evo | 2     |
| 3   | Łukasz Kotarba      | Tomasz Kotarba        | Citroën C3 Rally2      | 2     |
| 5   | Wojciech Chuchała   | Sebastian Rozwadowski | Škoda Fabia Rally2 evo | 2     |
| 6   | Kacper Wróblewski   | Jakub Wróbel          | Škoda Fabia Rally2 evo | 2     |
| 7   | Adrian Chwietczuk   | Jarosław Baran        | Škoda Fabia Rally2 evo | 2     |
| 8   | Sylwester Płachytka | Jacek Nowaczewski     | Škoda Fabia Rally2 evo | 2     |
| 9   | Zbigniew Gabryś     | Krzysztof Janik       | Volkswagen Polo GTI R5 | 2     |
| 10  | Maciej Lubiak       | Grzegorz Dachowski    | Škoda Fabia Rally2 evo | 2     |
| 11  | Łukasz Kabaciński   | Michał Kuśnierz       | Škoda Fabia Rally2 evo | 2     |
| 12  | Jarosław Kołtun     | Ireneusz Pleskot      | Ford Fiesta Rally2     | 2     |
| 14  | Marek Nowak         | Adam Grzelka          | Škoda Fabia Rally2 evo | 2     |
| 15  | Grzegorz Bonder     | Jakub Gerber          | Škoda Fabia Rally2 evo | 2     |

## Zwycięzcy odcinków specjalnych
| Dzień          | Numer odcinka | Nazwa odcinka                                | Długość  | Zwycięzca odcinka | Samochód               | Czas   | Lider rajdu       |
| -------------- | ------------- | -------------------------------------------- | -------- | ----------------- | ---------------------- | ------ | ----------------- |
| 2 października | OS1           | Świdnica 1 – Fundusz Regionu Wałbrzyskiego 1 | 2,75 km  | Tomasz Kasperczyk | Volkswagen Polo GTI R5 | 1:51,9 | Tomasz Kasperczyk |
| 2 października | OS2           | Walim – Michałkowa Dolna 1                   | 14,50 km | Kacper Wróblewski | Škoda Fabia Rally2 evo | 7:40,1 | Kacper Wróblewski |
| 2 października | OS3           | Świdnica 1 – Fundusz Regionu Wałbrzyskiego 2 | 2,75 km  | Kacper Wróblewski | Škoda Fabia Rally2 evo | 1:48,9 | Kacper Wróblewski |
| 3 października | OS4           | Olszyniec – Zagórze 1                        | 10,95 km | Wojciech Chuchała | Škoda Fabia Rally2 evo | 6:05,1 | Kacper Wróblewski |
| 3 października | OS5           | Sierpnica – Kamionki 1                       | 13,24 km | Wojciech Chuchała | Škoda Fabia Rally2 evo | 6:27,7 | Kacper Wróblewski |
| 3 października | OS6           | Rościszów – Michałkowa Górna 1               | 16,85 km | Kacper Wróblewski | Škoda Fabia Rally2 evo | 9:24,7 | Kacper Wróblewski |
| 3 października | OS7           | Olszyniec – Zagórze 2                        | 10,95 km | Wojciech Chuchała | Škoda Fabia Rally2 evo | 6:00,8 | Kacper Wróblewski |
| 3 października | OS8           | Sierpnica – Kamionki 2                       | 13,24 km | Wojciech Chuchała | Škoda Fabia Rally2 evo | 6:25,8 | Kacper Wróblewski |
| 3 października | OS9           | Rościszów – Michałkowa Górna 2               | 16,85 km | Kacper Wróblewski | Škoda Fabia Rally2 evo | 9:22,4 | Kacper Wróblewski |

1. ↑  Odcinek ukończył tylko Tomasz Kasperczyk, reszcie zawodników w wyniku odwołania odcinka nadano ten sam czas

### Power Stage – OS9[4]
| Miejsce | Kierowca            | Pilot                 | Samochód               | Czas/strata | Punkty |
| ------- | ------------------- | --------------------- | ---------------------- | ----------- | ------ |
| 1       | Kacper Wróblewski   | Jakub Wróbel          | Škoda Fabia Rally2 evo | 9:22,4      | 5      |
| 2       | Wojciech Chuchała   | Sebastian Rozwadowski | Škoda Fabia Rally2 evo | +1,3        | 4      |
| 3       | Sylwester Płachytka | Jacek Nowaczewski     | Škoda Fabia Rally2 evo | +2,9        | 3      |
| 4       | Tomasz Kasperczyk   | Damian Syty           | Volkswagen Polo GTI R5 | +4,6        | 2      |
| 5       | Maciej Lubiak       | Grzegorz Dachowski    | Škoda Fabia Rally2 evo | +9,4        | 1      |

## Wyniki końcowe rajdu[5]
| Miejsce | Kierowca            | Pilot                 | Samochód                | Czas      | Strata  | Grupa Klasa | Punkty |
| ------- | ------------------- | --------------------- | ----------------------- | --------- | ------- | ----------- | ------ |
| 1       | Kacper Wróblewski   | Jakub Wróbel          | Škoda Fabia Rally2 evo  | 55:17,4   | –       | 2           | 30+5   |
| 2       | Wojciech Chuchała   | Sebastian Rozwadowski | Škoda Fabia Rally2 evo  | 55:24,8   | +7,4    | 2           | 24+4   |
| 3       | Sylwester Płachytka | Jacek Nowaczewski     | Škoda Fabia Rally2 evo  | 55:48,1   | +30,7   | 2           | 21+3   |
| 4       | Tomasz Kasperczyk   | Damian Syty           | Volkswagen Polo GTI R5  | 55:50,0   | +32,6   | 2           | 19+2   |
| 5       | Maciej Lubiak       | Grzegorz Dachowski    | Škoda Fabia Rally2 evo  | 56:05,4   | +48,0   | 2           | 17+1   |
| 6       | Łukasz Kotarba      | Tomasz Kotarba        | Citroën C3 Rally2       | 56:25,2   | +1:07,8 | 2           | 15     |
| 7       | Zbigniew Gabryś     | Krzysztof Janik       | Volkswagen Polo GTI R5  | 56:58,3   | +1:40,9 | 2           | 13     |
| 8       | Jacek Sobczak       | Michał Marczewski     | Porsche 997 GT3 Cup 3.6 | 58:19,2   | +3:01,8 | Open 2WD    | 11     |
| 9       | Marek Nowak         | Adam Grzelka          | Škoda Fabia Rally2 evo  | 58:43,5   | +3:26,1 | 2           | 9      |
| 10      | Łukasz Byśkiniewicz | Zbigniew Cieślar      | Ford Fiesta Rally3      | 58:57,7   | +3:40,3 | 3           | 7      |
| 11      | Grzegorz Bonder     | Jakub Gerber          | Škoda Fabia Rally2 evo  | 59:27,5   | +4:10,1 | 2           | *      |
| 12      | Krzysztof Bubik     | Mateusz Martynek      | BMW M3 E46 Compact      | 1:00:07,8 | +4:50,4 | Open 2WD    | 5      |
| 13      | Jakub Brzeziński    | Dariusz Burkat        | Ford Fiesta Rally4      | 1:00:41,0 | +5:23,6 | 4           | 4      |
| 14      | Radosław Typa       | Paweł Pochroń         | Ford Fiesta Rally3      | 1:00:50,4 | +5:33,0 | 3           | 3      |
| 15      | Damian Łata         | Michał Majewski       | Opel Corsa Rally4       | 1:01:05,7 | +5:48,3 | 4           | 2      |
| 16      | Błażej Gazda        | Maciej Mikuliszyn     | Peugeot 208 R2          | 1:02:17,2 | +6:59,8 | 4           | 1      |

1. ↑  Nieliczony w klasyfikacji RSMP

## Klasyfikacja kierowców RSMP po 6 rundach
Punkty otrzymuje 15 pierwszych zawodników, którzy ukończą rajd według klucza:
| Miejsce | 1  | 2  | 3  | 4  | 5  | 6  | 7  | 8  | 9 | 10 | 11 | 12 | 13 | 14 | 15 |
| Punkty  | 30 | 24 | 21 | 19 | 17 | 15 | 13 | 11 | 9 | 7  | 5  | 4  | 3  | 2  | 1  |

Dodatkowe punkty zawodnicy zdobywają za ostatni odcinek specjalny zwany Power Stage, punktowany: za zwycięstwo – 5, drugie miejsce – 4, trzecie – 3, czwarte – 2 i piąte – 1 punkt.
| Miejsce | 1 | 2 | 3 | 4 | 5 |
| Punkty  | 5 | 4 | 3 | 2 | 1 |

Dodatkowo w rajdach pierwszej kategorii (tzw. rajdach dwuetapowych) – wyróżnionych kursywą, pierwsza piątka w klasyfikacji generalnej każdego etapu zdobywa punkty w takim samym stosunku jak w przypadku punktacji Power Stage. W tabeli uwzględniono miejsce, które zajął zawodnik w poszczególnym rajdzie, a w indeksie górnym umieszczono liczbę punktów uzyskanych na ostatnim, dodatkowo punktowanym odcinku specjalnym tzw. Power Stage oraz dodatkowe punkty za wygranie etapów rajdu.
| Poz. | Kierowca            | Żmudzi | Polski | Nadwiślański | Rzeszowski | Śląska | Świdnicki | Koszyc | Suma punktów |
| ---- | ------------------- | ------ | ------ | ------------ | ---------- | ------ | --------- | ------ | ------------ |
| 1    | Mikołaj Marczyk     | 15     | 15+5   | 15           | 24+9       | 1      |           |        | 157          |
| 2    | Wojciech Chuchała   | 31     | 24+4   | 3            | NU3        | 5      | 24        |        | 115          |
| 3    | Kacper Wróblewski   | 4      | 211+1  | 52           | 43+3       | 2      | 15        |        | 108          |
| 4    | Tomasz Kasperczyk   | 5      | 52+3   | 24           | 61         | 8      | 42        |        | 108          |
| 5    | Sylwester Płachytka | 8      | 9      | 4            | 53         | 6      | 3         |        | 88           |
| 6    | Adrian Chwietczuk   | 23     | 43+6   | 7            | NU         | 11     | NU        |        | 70           |
| 7    | Grzegorz Grzyb      | 154    | 35+5   | NU           | 32+3       | 3      | NU        |        | 69           |
| 8    | Łukasz Kotarba      | 7      | 71     | 81           | NU         | 10     | 6         |        | 56           |
| 9    | Maciej Lubiak       | 11     | NU     | 6            | 8          | 7      | 51        |        | 53           |
| 10   | Zbigniew Gabryś     | 9      | 8      | 14           | 9          | 12     | 7         |        | 45           |
| 11   | Erik Cais           |        |        |              | 15+9       |        |           |        | 44           |
| 12   | Łukasz Kabaciński   | 10     | NU     | 9            | 7          | 14     | 32        |        | 30           |
| 13   | Łukasz Byśkiniewicz | 16     | 11     | 10           | 10         | 15     | 10        |        | 26           |
| 14   | Jarosław Szeja      | NU     | 6      | NU           | NU         | 4      |           |        | 21           |
| 15   | Jacek Jurecki       | 62     |        | 37           |            |        |           |        | 17           |
| 16   | Jacek Sobczak       |        |        | 11           | 19         | 13     | 8         |        | 17           |
| 17   | Radosław Typa       | 22     | 10     | 12           | NU         | 31     | 13        |        | 14           |
| 18   | Marek Nowak         | 12     | 28     |              | NU         | 16     | 9         |        | 13           |
| 19   | Jarosław Kołtun     | NU     | NU     | 13           | 11         | 9      |           |        | 11           |
| 20   | Jakub Brzeziński    | 17     | 12     | 17           | 13         | 19     | 12        |        | 11           |
| 21   | Krzysztof Bubik     | 13     | 16     | 15           | NU         | 21     | 11        |        | 9            |
| 22   | Adam Sroka          | 18     | 15     | NU           | 12         | 20     | NU        |        | 5            |
| 23   | Kamil Bolek         | 24     | 13     | 24           | 37         | 17     | NU        |        | 3            |
| 24   | Błażej Gazda        | 23     | 18     | 25           | 14         | 27     | 15        |        | 3            |
| 25   | Damian Łata         | 25     | 20     |              | NU         | 24     | 14        |        | 2            |
| 26   | Igor Widłak         | NU     | 14     |              |            |        |           |        | 2            |
| 27   | Daniel Chwist       | 14     |        |              |            |        |           |        | 2            |
| 28   | Paweł Hankiewicz    |        |        |              | 15         | 35     |           |        | 1            |
| Poz. | Kierowca            | Żmudzi | Polski | Nadwiślański | Rzeszowski | Śląska | Świdnicki | Koszyc | Suma punktów |

| Kolor     | Opis                   |
| --------- | ---------------------- |
| Złoty     | Zwycięzca              |
| Srebrny   | 2. miejsce             |
| Brązowy   | 3. miejsce             |
| Zielony   | Punktowane miejsce     |
| Niebieski | Ukończył nie punktował |
| Fioletowy | Nie ukończył NU        |
| Czarny    | Wykluczony X           |
| Biały     | Nie wystartował NW     |
| Puste     | Nie brał udziału       |

1. 1 2  Za Rajd Śląska 2021 przyznano tylko 1/3 punktów i odwołano odcinek Power Stage.